# Chhipabarod
Chhipabarod (o Chhipa Barod, Chhipa Borad, Chhipa, Barod) è una suddivisione dell'India, classificata come census town, di 16.026 abitanti, situata nel distretto di Baran, nello stato federato del Rajasthan. In base al numero di abitanti la città rientra nella classe IV (da 10.000 a 19.999 persone).

## Geografia fisica
La città è situata a 24° 37' 60 N e 76° 42' 0 E e ha un'altitudine di 323 m s.l.m..

## Società

### Evoluzione demografica
Al censimento del 2001 la popolazione di Chhipabarod assommava a 16.026 persone, delle quali 8.228 maschi e 7.798 femmine. I bambini di età inferiore o uguale ai sei anni assommavano a 2.821, dei quali 1.451 maschi e 1.370 femmine. Infine, coloro che erano in grado di saper almeno leggere e scrivere erano 9.881, dei quali 5.997 maschi e 3.884 femmine.